# Permata
Permata is een (onder)district (kecamatan) in het regentschap Bener Meriah in de provincie Atjeh in Indonesië.